# Гердсфілд (Північна Дакота)
Гердсфілд (англ. Hurdsfield) — місто (англ. city) в США, в окрузі Веллс штату Північна Дакота. Населення — 64 особи (2020).

## Географія
Гердсфілд розташований за координатами 47°26′50″ пн. ш. 99°55′49″ зх. д. / 47.44722° пн. ш. 99.93028° зх. д. (47.447183, -99.930386).  За даними Бюро перепису населення США в 2010 році місто мало площу 0,70 км², з яких 0,70 км² — суходіл та 0,00 км² — водойми. В 2017 році площа становила 0,75 км², з яких 0,75 км² — суходіл та 0,00 км² — водойми.

## Демографія
Згідно з переписом 2010 року, у місті мешкали 84 особи в 44 домогосподарствах у складі 24 родин. Густота населення становила 120 осіб/км².  Було 61 помешкання (87/км²).
Расовий склад населення:
| - 100,0 % — білих |

До двох чи більше рас належало 0,0 %. Частка іспаномовних становила 0,0 % від усіх жителів.
За віковим діапазоном населення розподілялося таким чином: 15,5 % — особи молодші 18 років, 51,2 % — особи у віці 18—64 років, 33,3 % — особи у віці 65 років та старші. Медіана віку мешканця становила 51,2 року. На 100 осіб жіночої статі у місті припадало 68,0 чоловіків;  на 100 жінок у віці від 18 років та старших — 73,2 чоловіків також старших 18 років.
Середній дохід на одне домашнє господарство  становив 59 684 долари США (медіана — 52 500), а середній дохід на одну сім'ю — 62 171 долар (медіана — 44 688). За межею бідності перебувало 3,4 % осіб, у тому числі 0,0 % дітей у віці до 18 років та 13,3 % осіб у віці 65 років та старших.
Цивільне працевлаштоване населення становило 26 осіб. Основні галузі зайнятості: транспорт — 26,9 %, роздрібна торгівля — 19,2 %, будівництво — 19,2 %.